# María Vita Monge
María Vita Monge Granados (San Isidro de El General, Pérez Zeledón, 9 de julio de 1972) es una abogada, educadora y política costarricense que se desempeñó como diputada de la Asamblea Legislativa de Costa Rica por el 13° lugar de la provincia de San José por el Partido Unidad Social Cristiana (PUSC) de 2018 a 2022.
Es oriunda de una familia rural de la comunidad de Pejibaye en el cantón josefino de Pérez Zeledón. Fue regidora municipal de ese cantón y previo a asumir su diputación ejerció como abogada especialista en Derecho de Familia y notaria pública en esa zona del país centroamericano.

## Reseña biográfica
Nació en San Isidro de El General, en el cantón de Pérez Zeledón, el 9 de julio de 1972. Es hija de Juan Monge Rojas y Jovita Granados Fernández. 
Cursó estudios de primaria en la Escuela Valle de La Cruz en 1984 y la secundaria en el Colegio Técnico Profesional Agropecuario de Pejibaye en 1989.
Su carrera en Derecho la cursó en la Universidad Latina de Costa Rica, en donde obtuvo su licenciatura en el año 2003, así como también cursó sus estudios en Diplomado en Ciencias de la Educación con Énfasis en I y II ciclos en la Universidad Nacional de Costa Rica.
Su vida profesional se ha centrado en el ejercicio como abogada con énfasis en materia de Familia, así como notaria pública desde el año 2005 en la zona sur de Costa Rica.

## Carrera política
Su carrera política la inició en el año 2014, cuando se postuló como candidata a regidora suplente del Concejo Municipal de Pérez Zeledón, puesto en el que resultó elegida en febrero del año 2016. Posteriormente, se postuló como candidata a diputada del Partido Unidad Social Cristiana (PUSC) en representación de ese cantón perteneciente a la provincia de San José para las Elecciones presidenciales de Costa Rica de 2018. Fue la primera mujer en la historia de ese partido político en ocupar el primer lugar de la papeleta para diputado de la capital. 
Resultó elegida por el puesto 13 de provincia de San José el domingo 4 de febrero de 2018. Fue la primera candidata a diputada en la historia de Pérez Zeledón en obtener más de 17 mil votos, de acuerdo con datos del Tribunal Supremo de Elecciones.
Asumió la curul legislativa el 1 de mayo de 2018. Desde entonces se ha desempeñado como secretaria de la Comisión de Asuntos Hacendarios, así como también, se ha especializado en temas relacionados con la familia, la niñez y la mujer.

## Principal impulsora del Estado Laico en Costa Rica
Luego de asumir como diputada en el 2018, Monge Granados presentó en mayo de 2019, un proyecto de ley para reformar la Constitución Política de Costa Rica con el fin de establecer el Estado laico, en virtud de que este país es el único en América Latina en ser un Estado confesional.
Por ello, mediante el expediente de ley 21.380 y con el apoyo de 19 diputados de distintas bancadas legislativas, propuso reformar el artículo 75 y 194 del texto constitucional, de manera que se otorgue seguridad jurídica a la pluralidad de religiones que conviven en esa nación, respetando las distintas religiones e incluso a quienes deciden no creer en ninguna. El espíritu del proyecto de ley pretende cumplir a cabalidad el artículo 33 de la Constitución que reza que todas las personas son iguales ante la ley, pues la legisladora ha asegurado que el sostener la religión católica como la oficial del Estado no es un trato igualitario para toda la población.
Desde ese entonces, se ha convertido en la principal impulsora de la laicidad estatal en Costa Rica, sosteniendo encuentros con diversos sectores sociales, civiles, políticos y eclesiásticos.